# Harreshøj
Harreshøj er en landsby i Tikøb Sogn, Lynge-Kronborg Herred i det tidligere Frederiksborg Amt. Harreshøj ligger mellem Tikøb og Hornbæk.
Harreshøj havde i 1682 3 gårde. Det samlede dyrkede areal var 77,3 tønder land, skyldsat til 16,90 tdr. hartkorn. Dyrkningsformen var trevangsbrug.